# 佛教混合梵文
佛教混合梵文（英語：Buddhist Hybrid Sanskrit，縮寫為BHS），也被稱為佛教梵文、混合梵文，現代語言學者，對於佛教經典中使用的梵文所做的分類，屬於中古印度-雅利安語的分支。它大致上類似於古典梵文，但是混入了許多俗語方言。

## 歷史起源
在此之前，佛教教義一般並未以印度教上層階級所使用的語言作紀錄。在佛陀時代，使用這種語言的教學被限制在吠陀經的研究中。儘管釋迦牟尼佛可能熟悉現今所謂的梵語，但他的教學顯然最初是以當地語言宣傳的。他曾經反對將他的教學翻譯成吠陀語，認為那樣做是愚蠢的，吠陀語當時已經是一種古老和過時的語言。
在古代梵語語言學家波你尼的工作之後，梵語成為印度文學和哲學的主要語言。佛教僧侶開始適應這種語言，但仍受早期口頭傳統中原始典籍的梵文衍生方言的影響。雖然對於這種語言與巴利語之間的關係有許多不同的理論，但可以肯定的是，比起梵語，巴利語與這種語言更為接近。

## 延伸閱讀
- Edgerton, Franklin, Buddhist Hybrid Sanskrit Grammar and Dictionary. ISBN 81-215-1110-0

## 外部連結
- Buddhist Hybrid Sanskrit Dictionary (Franklin Edgerton)